# كريستين مان
كريستين مان (بالإنجليزية: Kristen Mann)‏ مواليد 10 أغسطس 1983 في لاكيووود، هي لاعبة كرة سلة أمريكية. بدأت مسيرتها الاحترافية في سنة 2005. تم اختيارها من قبل فريق مينيسوتا لينكس خلال الدرافت.

## المسيرة الاحترافية
لعبت مع مينيسوتا لينكس من سنة 2005 إلى 2007، ثم لعبت مع أتلانتا دريم في سنة 2008، ثم لعبت مع إنديانا فيفر في سنة 2008، ثم لعبت مع واشنطن ميستيكس في سنة 2009، ثم لعبت مع مينيسوتا لينكس في سنة 2010.

## روابط خارجية
- كريستين مان على موقع الاتحاد الدولي لكرة السلة (الإنجليزية)
- كريستين مان على موقع الاتحاد الوطني لكرة السلة النسائية (الإنجليزية)
- كريستين مان على موقع كرة السلة الأوروبية.كوم (الإنجليزية)
- كريستين مان على موقع كلية كرة السلة في سبورتس رفرنس.كوم (الإنجليزية)
- كريستين مان على موقع بروبوليرز (الإنجليزية)
- كريستين مان على موقع سبورتس رفرنس (الإنجليزية)